# 榕透翅毒蛾
榕透翅毒蛾（學名：Perina nuda）是毒蛾亞科的一種。本種分布於印度、斯里蘭卡、泰國、中國南部及香港、台灣之低海拔地區，常見於校園、公園。

## 生態
幼蟲常見於榕屬植物葉面，並於葉片上結棕綠色蛹。
寄主植物包括垂榕、菩提樹、薜荔、孟加拉榕等，也曾被觀察到棲息於桂木屬、芒果屬等開花植物上。

## 外觀
其雌雄外型甚異；雄蟲羽化後前翅大部份鱗片即脫落，使前翅除基部以外呈透明狀，體色為灰黑或褐色。雌性全身及翅面皆呈乳白色。

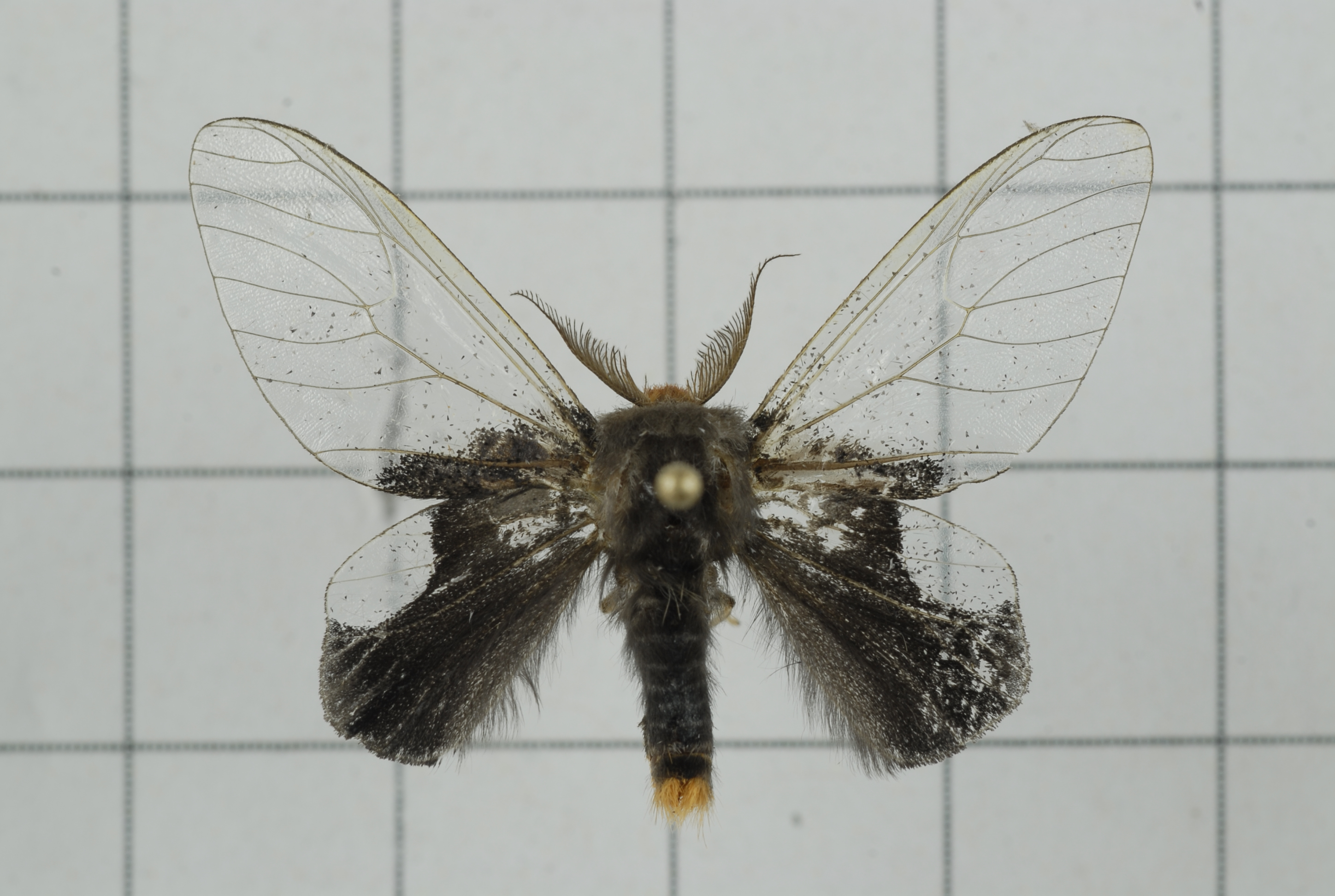
雄蟲展翅背面
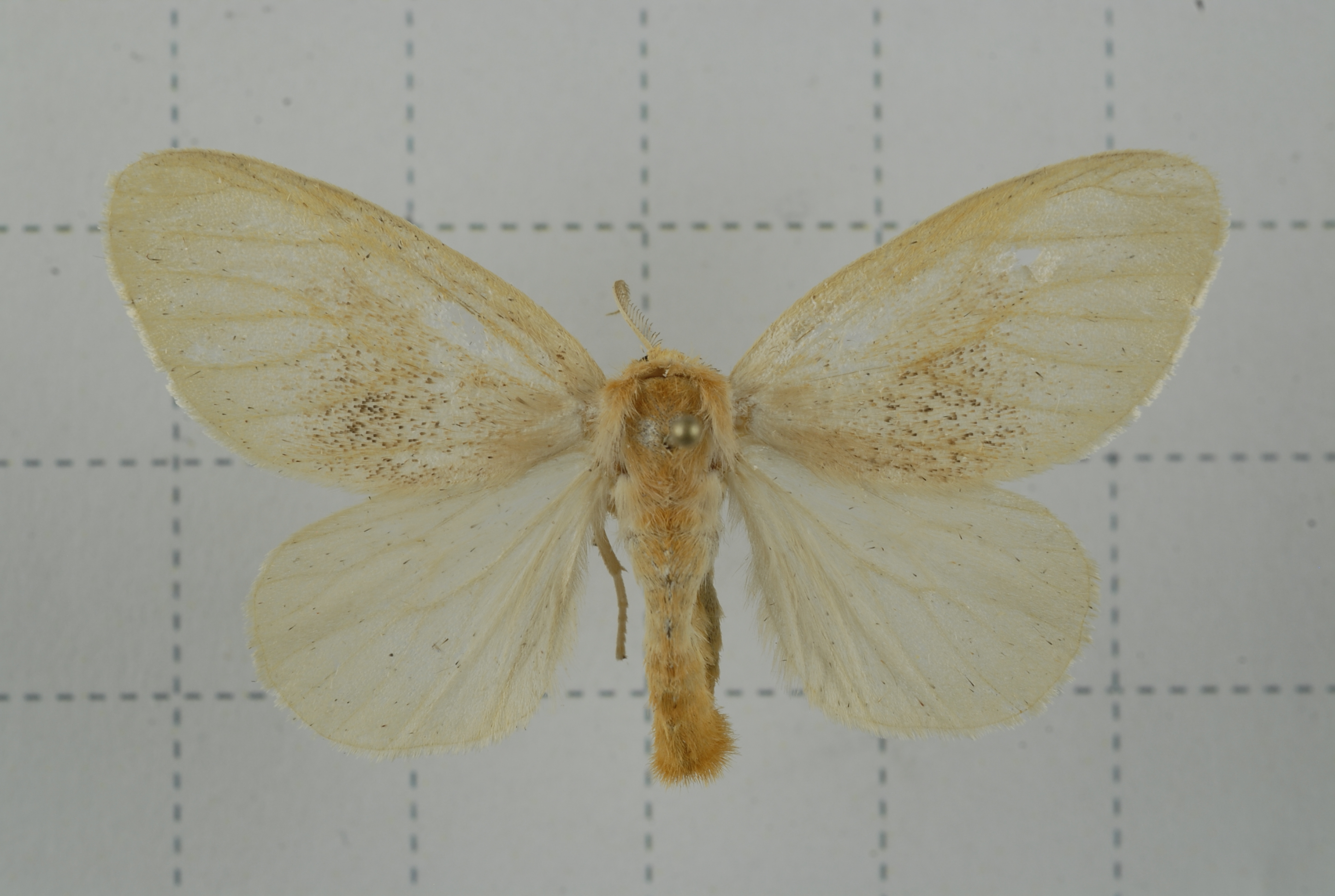
雌蟲展翅背面
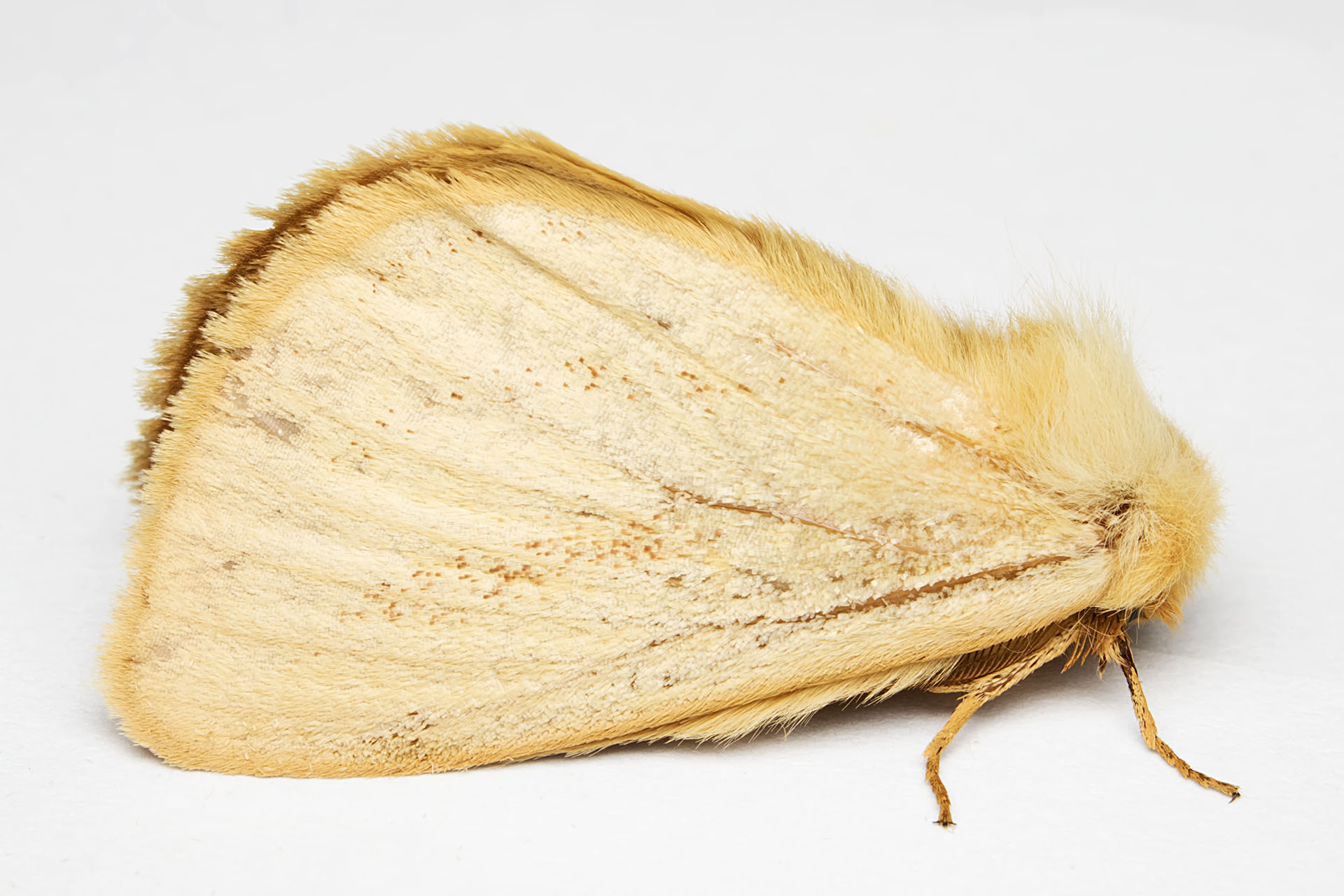
雌蟲側面
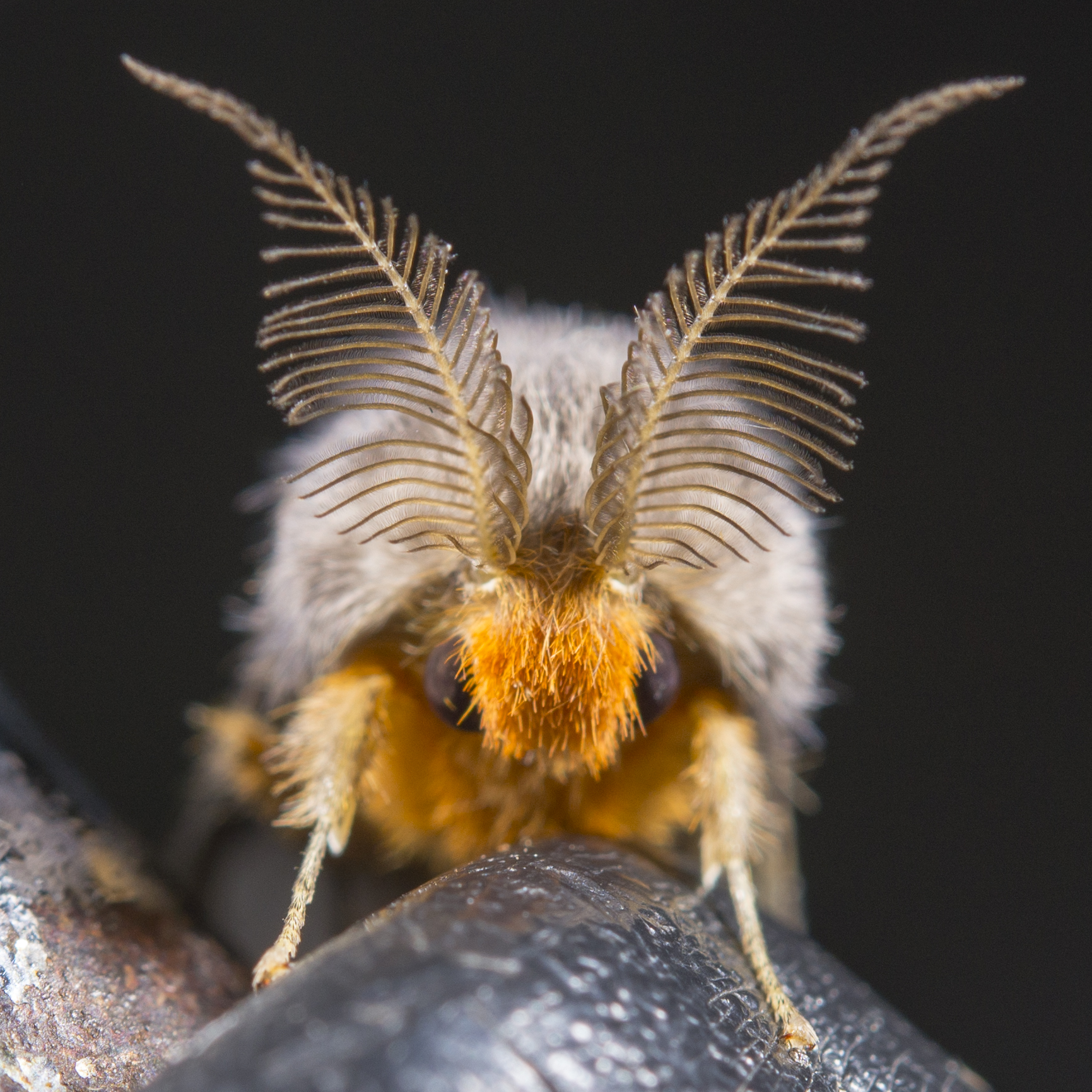
雄蟲的頭部正面
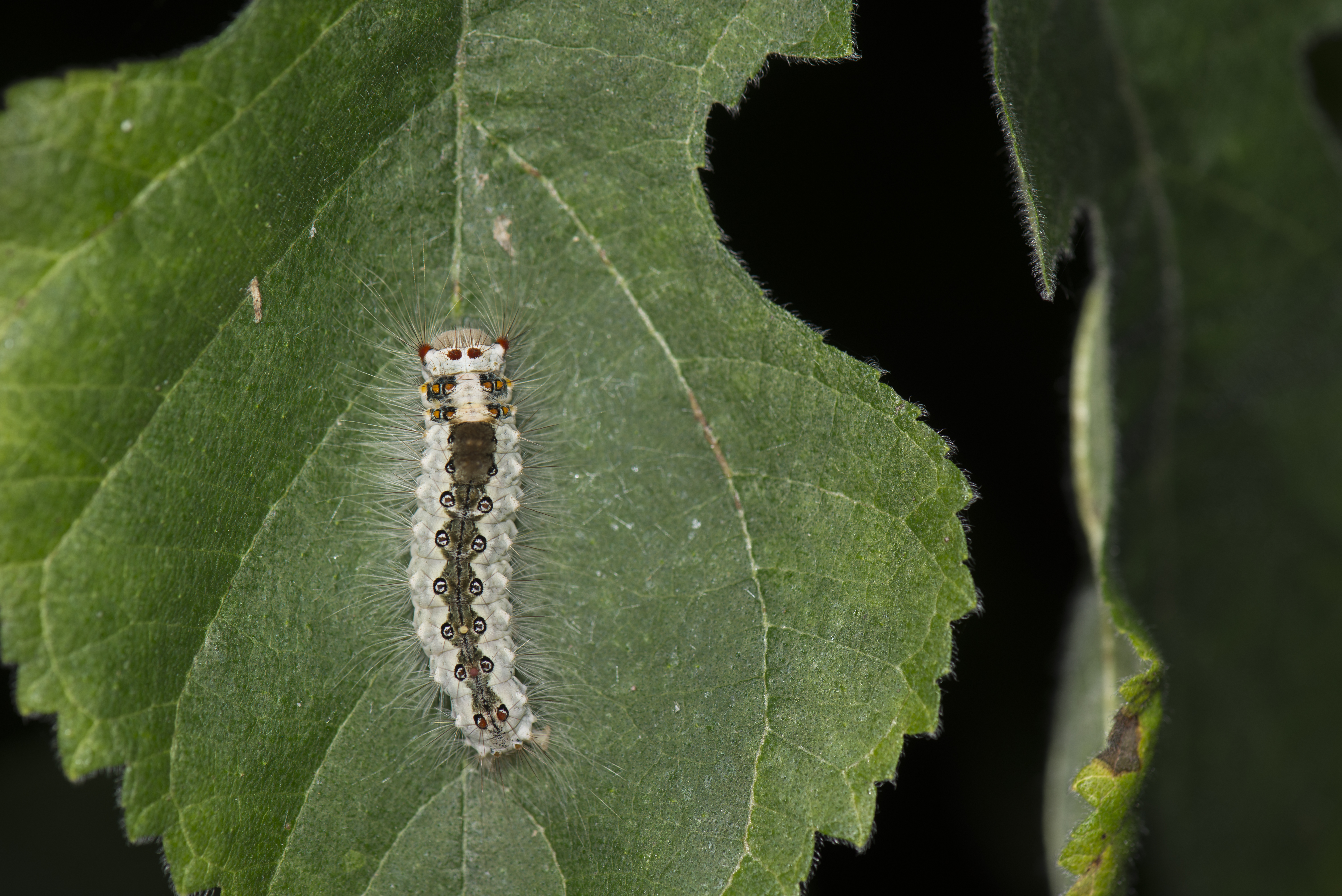
幼蟲外觀

## 外部連結
- 台灣生命大百科-物種頁面 （页面存档备份，存于）
- 台灣產蝶蛾圖鑑 （页面存档备份，存于）
- Semiochemicals of Perina nuda, the Clearwing tussock moth （页面存档备份，存于）. The Pherobase.
- 维基共享资源上的相關多媒體資源：榕透翅毒蛾